# هنري لويس والاس
هنري لويس والاس (بالإنجليزية: Henry Louis Wallace) هو قاتل متسلسل أمريكي، ولد في 4 نوفمبر 1965 في بارنويل في الولايات المتحدة.